# Пам'ятки Ту-Цзу
Пам'ятки Ту-Цзу (кит.: 土司遗址, піньінь: Tǔsī Yízhǐ) — група археологічних пам'яток, центрів (резиденцій) володінь голів (вождів) племінних родів (так званні ту-цзу) в південних китайських провінціях Хунань, Хубей та Ґуйчжоу. У 2015 році на 39-й сесії в Бонні (ФРН) включено до Всесвітньої спадщини ЮНЕСКО.

## Опис
Загальна площа становить 781 га. Розташовані у гірській місцині, складається з 3 маєтностей (руїн або окремих частин колишніх центрів володінь): Лаошічен у Хунані, Тан'я в Хубеї, Хайлунтунь в Ґуйчжоу. Це єдині залишки центрів ту-цзу, що збереглися натепер. Представлено палацами, стінами, огорожами, дренажними каналами, гробницями, поховальними стелами вождів. У мистецькому та архітектурному плані вони являють собою поєднання етнічних особливостей з суто китайськими властивостями. Особливо це стосується палацу-музею в Тан'я, який навіть називають «Маленьке Заборонене Місто», на кшталт Гугун у Пекіні. В хайлунтуні інтерес представляє фортеця.
Є символом збереження малими етносами Китаю (туцзяни, мяо) своєї історичної пам'яті, традицій та звичаїв, зберігає своєрідний культурний зв'язок з південнокитайськими етносами.

## Історія
З XIII ст. південні некитайські племінні вожді в обмін на покору отримували від китайських імператорів спадкові земельні володіння (або домени — за західною термінологією). Система ту-цзу походить від китайського цзу — «предок», «патріарх» (в західних наукових працях також застосовується написання тусі). Вона існувала до 1913 року, тобто від династії Юань до падіння династії Цін (втім відомо, що існував за династії Південна Сун). Завдяки цього центральний уряд тривалий час міг утримувати під контролем етнічні меншини південного Китаю, очільники яких входили до адміністративно-політичної системи імперії з відповідними рангами.
Натепер розташовані на території Сянсі-Туцзи-Мяоського автономного округу Китаю. З 1979 році тут велися роботи зі збереження та опису стану пам'яток. Лише у 1982 році взято під охорону урядом КНР у відповідності до закону про захист культурних цінностей. У 2006 році посилено охорону згідно з Регламентом природних районів.